# Laura Fåhræus
Laura Adolfina Fåhræus, född Sturtzenbecker 18 oktober 1803 i Stockholm, död 12 mars 1875 i Stockholm, var en svensk filantrop och landshövdingska.

## Biografi
Laura Fåhræus var dotter till överstelöjtnanten Mårten Sturtzenbecker och Petronella Laurentia Enander och gifte sig 1823 med sin kusin Olof Fåhræus, adlad 1842 och 1847–1864 landshövding i Göteborgs och Bohus län. Med honom fick hon sju barn.
Laura Fåhræus grundade 1849 Sällskapet för uppmuntrande af öm och sedlig Modersvård hos fattigare tillsammans med ett antal kvinnor ur Göteborgs överklass. Föreningen gav bidrag och hemarbete till fattiga mödrar, som sedan undervisades i moral vid hembesök. Fåhræus var dess  ordförande 1849–1864.
Laura Fåhræus är begravd på Norra begravningsplatsen utanför Stockholm.